# جينيفر لي
جينيفر لي (بالإنجليزية: Jennifer Lee) (و. 1971  م) هي مخرجة أفلام، وكاتبة سيناريو، من الولايات المتحدة الأمريكية، ولدت في إيست بروفيدانس.

## التعليم
تعلمت في جامعة كولومبيا، وكلية الفنون في جامعة كولومبيا ‏، وجامعة نيو هامبشاير.

## أعمال بارزة
من أهم أعمالها:
- رالف المدمر
- ملكة الثلج.
- تجعد في وقت

## جوائز وترشيحات
حصلت على جوائز منها:
- جائزة آني
- جائزة الأوسكار لأفضل فيلم صور متحركة، عن عمل: ملكة الثلج.

ترشحت لـ:
- جائزة الأوسكار لأفضل فيلم صور متحركة، عن عمل: ملكة الثلج.

## وصلات خارجية
- جينيفر لي على موقع IMDb (الإنجليزية)
- جينيفر لي على موقع ألو سيني (الفرنسية)
- جينيفر لي على موقع أول موفي (الإنجليزية)
- جينيفر لي على موقع بوكس أوفيس موجو (الإنجليزية)
- جينيفر لي على موقع قاعدة بيانات برودواي على الإنترنت (الإنجليزية)
- جينيفر لي على موقع قاعدة بيانات الأفلام السويدية (السويدية)
- جينيفر لي على موقع قاعدة بيانات الفيلم (الإنجليزية)
- جينيفر لي على موقع كينوبويسك (الروسية)